# Хотел Пенинсула
Пенинсула Париз је историјски луксузни хотел, првобитно познат као Хотел Мажестик, који се налази на авенији Клебер у 16. арондисману Париза. Отворен је 1908. као хотел Мажестик, а претворен је у владине канцеларије 1936. године. Хотел је служио као теренска болница за рањене официре током Првог светског рата, у којој су углавном радили британски аристократи. Током Другог светског рата служио је као седиште немачке војне команде у Француској током немачке окупације Париза. Зграда је одиграла кључну улогу у депортацији париских Јевреја и покушају атентата на Хитлера 1944. године. Зграда је поново отворена у августу 2014, након компликоване и скупе рестаурације.

## Историја

### Рана историја
Авенија Клебер, део плана обнове Париза Барона Османа, првобитно је била позната у част Наполеону II. Године 1864, богати руски племић по имену Александар Басилевски је изградио палату, коју је пројектовао архитекта Клеман Парент .
Басилевски је 1868. продао палату војводи од Сеста, који ју је преименовао у Паласио Кастиља. Купљена је у име шпанске краљице Изабеле II, која је управо била прогнана из Шпаније након Славне револуције. Војвода од Сеста је претходио краљици у Француску и организовао њен дочек од стране цара Наполеона III и царице Евгеније . Војвода од Сеста и Евгеније познавали су се још као тинејџери у Мадриду .
Паласио Кастиља је коришћена као краљичин дом у егзилу, и то је место где су војвода од Сеста и краљица Изабела II планирали да њен син принц Алфонсо буде подигнут на шпански престо. Војвода је наговорио краљицу Изабелу II да абдицира 20. јуна 1870. године, а церемонија је одржана у Паласио Кастиља у присуству онолико шпанских великана колико је могло да буде доведено у Париз на церемонију. Краљичина абдикација довела је до француске објаве рата Пруској мање од месец дана касније.
Краљица Изабела 2 наставила је да живи у Паризу, док је војвода од Сестоа успео да у Шпанији пробуди подршку за принца Алфонса, који је 1875. дочекан у Мадриду као краљ Алфонсо XII. Међутим, умро је у 28. години од туберкулозе, а наследио га је син Алфонсо XIII као дете под регентством његове мајке краљице Марије Кристине. Краљица Изабела 2 наставила је да живи у Паризу до своје смрти 1904. Некретнину је затим купио хотелски магнат Леонард Таубер након рата за надметање који је укључивао владу Сједињених Држава и краља Белгије.

### Хотел Мажестик
Таубер је на том месту изградио луксузни Хотел Мажестик, задржавши купатило краљице Изабеле, укључујући њену мермерну каду, у председничком апартману. Дизајнирао га је Арман Сибијен , изградња је почела 1906. године, а хотел је отворен у децембру 1908. Хотел је купио Хенри Девениш Харбен за употребу као војна болница по избијању Првог светског рата 1914. и у том својству служио је пет месеци. Оштећена је током болничке службе, а обновљена и поново отворена до 1916. године. Године 1922. ту је одржана чувена вечера коју су организовали Вајолет и Сидни Шиф, а којој су присуствовали Марсел Пруст, Игор Стравински и Пабло Пикасо . „Вечера века“ овековечена је у књизи Ричарда Девенпорт-Хајнса „Пруст у Мајестику: Последњи дани аутора чија је књига променила Париз“. У хотелу је 1924. одржана 1. незванична шаховска олимпијада. Џорџ Гершвин је написао Американац у Паризу док је боравио у хотелу 1928.

#### Други светски рат
Хотел је купила француска влада 1936. године да служи као канцеларије за Министарство одбранe. Служио је као седиште немачке војне команде у Француској  од октобра 1940. до јула 1944. током окупације Париза у Другом светском рату. Током нацистичке окупације Париза, службеници штабне војске водили су жестоке битке са Гестапоом и СС-ом око политике, посебно у вези са депортацијом Јевреја у концентрационе логоре, репресалијама против француских партизана и заштитом уметничких дела у француским музејима. Хотел је постао познат као центар опозиције одређеним аспектима политике Адолфа Хитлера.
Дана 22. маја 1942. године, након Ванзејске конференције, ексклузивну презентацију вишим ешалонима немачке војске одржао је Рајнхард Хајдрих, један од главних архитеката Холокауста . Говорио је о експериментима  за убијање Јевреја помоћу посебно припремљеног камиона чији би издувни гасови убијали депортоване. У овом контексту, реч „гасирање“ је први пут употребљена изван Хитлеровог ужег круга у вези са истребљењем јеврејске популације у Паризу. Овом приликом Хајдрих је представио Карла Оберга, новог полицајца и СС официра за Париз, који је добио овлашћење да нареди депортације Јевреја без позивања на војног команданта француских власти. Особље је обрађивало стотине налога за депортацију јеврејског становништва Париза. Џозеф Гебелс је основао свој париски пропагандни штаб у Мажестику отприлике у исто време и особље зграде преузело је контролу над озлоглашеним Кампом Ројаље у Компјењу, који је Немцима познат као Фронтсталаг 122, који је служио као станица за снабдевање логорима истребљења у Аушвицу.
Штулпнагел се успротивио тој политици и одлучио да делује против Хитлера. Штулпнагел је почео да планира Хитлерово убиство из своје канцеларије на другом спрату. Дана 20. јула 1944, Штулпнагелов саучесник Клаус фон Штауфенберг покушао је да убије Хитлера у Волфшанцеу у Источној Пруској. Са своје стране, Штулпнагел је спровео свој део завере, наређујући Хансу Отфриду фон Линстоу да окупи све официре СС и Гестапоа у Паризу и затвори их. Сведок ових догађаја је Валтер Баргацки и био присталица завере за убиство Хитлера. Након што је завера пропала, Баргацки је напустио своју канцеларију  и вратио се у собу 409 у Рафаелу да сачека хапшење. Никада није дошло и као и другим маргиналним члановима завере, Баргацком је било дозвољено да служи рат.
Последња битка  одиграла се 25. августа у поподневним сатима када су Жак Масу и пуковник Пол де Ланланд из 2. оклопне дивизије преместили своје трупе са Јелисејских поља на јако утврђену и забарикадирану авенију Клебер. Један од Масуових официра обилазио је задњи део хотела, који је био заштићен блок-хаусом који је могао да се савлада само базама, али Немци у хотелу су рекли да ће бити вољни да се предају редовним војницима, него људи из Отпора. Немачки портпарол је доведен у Масу под белом заставом и уз Лангландово одобрење, Масу је отишао у пратњи старијег наредника Даника. Док су се приближавали, Даник је убијен снајперском паљбом са крова хотела. Упркос томе, Масу је наставио да се пење степеницама хотела и ушао у предворје хотела да би пронашао педесет немачких официра и 300 других чинова. Немци су се предали Масуа без даљег отпора, користећи двојезичног звонара из хотела као преводиоца.

#### Послератне владине канцеларије
У послератној ери зграда је служио као прво седиште Унеска, од 16. септембра 1946. до 1958. године, када је претворен у конференцијски центар за француско Министарство спољних послова, познато као Међународни конференцијски центар. Организација за економску сарадњу и развој основана је у хотелу 1960. и то је била локација за потписивање Париског мировног споразума 27. јануара 1973. којим је окончано америчко учешће у Вијетнамском рату . Касније, 23. октобра 1991. године, тамо су потписани и Париски мировни споразуми из 1991. године, који су окончали Камбоџанско-вијетнамски рат и грађански рат Црвених Кмера.

### Пенинсула Париз
Француска влада је продала зграду 2008. године као део мере за смањење трошкова компанији Катари Диар за 460 долара милиона. Поново је отворен 1. августа 2014. након опсежне реконструкције  која је коштала 338 евра милиона, као Пенинсула Парис, прво власништво познатог хотелског ланца у Европи, у заједничком подухвату са Катара Хоспиталити. Хонгконг и Шангај Хотелс, Лимитед, матична компанија Пенинсула Хотелс, поседује 20% удела у имовини. Архитектонски дизајн је урадио Рихард Мартинет из Афине архитектуре и дизајна ентеријера, док је ентеријер био Хенри Лунг из хонгконшке компаније ЦАП Атеље Лтд. Хотел нуди 200 луксузних соба, укључујући 34 апартмана.

## Галерија
- Пенинсула Париз
- Немачки официри заробљени од стране слободних француских трупа смештени
- Плоча у знак сећања на Рејмонда Боненфанта, који је убијен у улици Галилеј 17 у бици за оближњи хотел
- Потписивање Париског мировног споразума, 1973
- Изградња хотела, јун 2012